# Noiembrie 1996
Acest articol este generat integral pe baza informațiilor din articolul 1996 și este actualizat periodic de un robot.
 Editările făcute în articol vor fi șterse la următoarea actualizare! Dacă doriți să faceți modificări, editați articolul-sursă.

ianuarie -
februarie -
martie -
aprilie -
mai -
iunie -
iulie -
august -
septembrie -
octombrie -
noiembrie -
decembrie
Noiembrie 1996 a fost a unsprezecea lună a anului și a început într-o zi de vineri.

## Evenimente
- 3 noiembrie: Alegeri prezidențiale în România. În primul scrutin, Ion Iliescu conduce cu 32,25%, este urmat de Emil Constantinescu cu scorul de 28,22%, care se califică pentru turul al doilea.
- 5 noiembrie: Realegerea democratului William "Bill" Jefferson Clinton ca președinte al Statelor Unite contra republicanului Robert Dole și a independentului Ross Perot cu 47% din voturi (45% absență la vot).

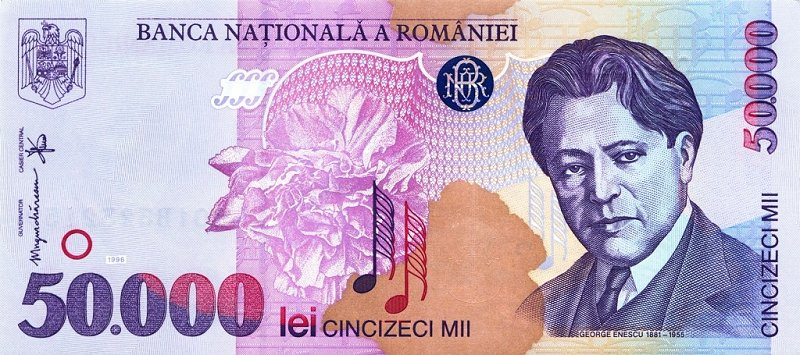
În România se emite bacnota de 50.000 lei.

- 12 noiembrie: Coliziunea dintre un Boeing 747 cu destinația New Delhi, India și un avion cazac IL-76 s-a soldat cu decesul a 349 de pasageri.
- 16 noiembrie: Microsoft intră în industria de telefoane mobile lansând Windows CE.
- 17 noiembrie: S-a desfășurat al 2-lea tur de scrutin al alegerilor prezidențiale din România, câștigate de Emil Constantinescu, președintele CDR, cu 54,41% din voturi, contracandidatul său, Ion Iliescu, obținând 45,59%.
- 22 noiembrie: Cu 7 zile înante de terminarea mandatului de președinte al României, Ion Iliescu grațiază câțiva foști membri ai C.P.Ex. al PCR: Lina Ciobanu, Nicolae Constantin, Constantin Olteanu, Gheorghe Oprea, Gheorghe Pană și Dumitru Popescu.
- 22 noiembrie: Admiterea Poloniei în Organizația pentru Cooperare și Dezvoltare Economică.
- 23 noiembrie: Un avion etiopian de tip Boeing 767 cu 127 de pasageri la bord este deturnat. În lipsă de combustibil, se prăbușește în Oceanul Indian.
- 27 noiembrie: Petre Roman este ales prin vot secret (87 voturi pentru, 52 împotrivă) președinte al Senatului avându-l drept contracandidat pe Teodor Meleșcanu iar Ion Diaconescu este ales președinte al Camerei Deputaților (207 voturi pentru, 114 împotrivă) avându-l drept contracandidat pe Adrian Năstase.
- 29 noiembrie: Emil Constantinescu a devenit al 3-lea Președinte al României, prin depunerea jurământului constituțional în fața camerelor reunite ale Parlamentului.

## Nașteri

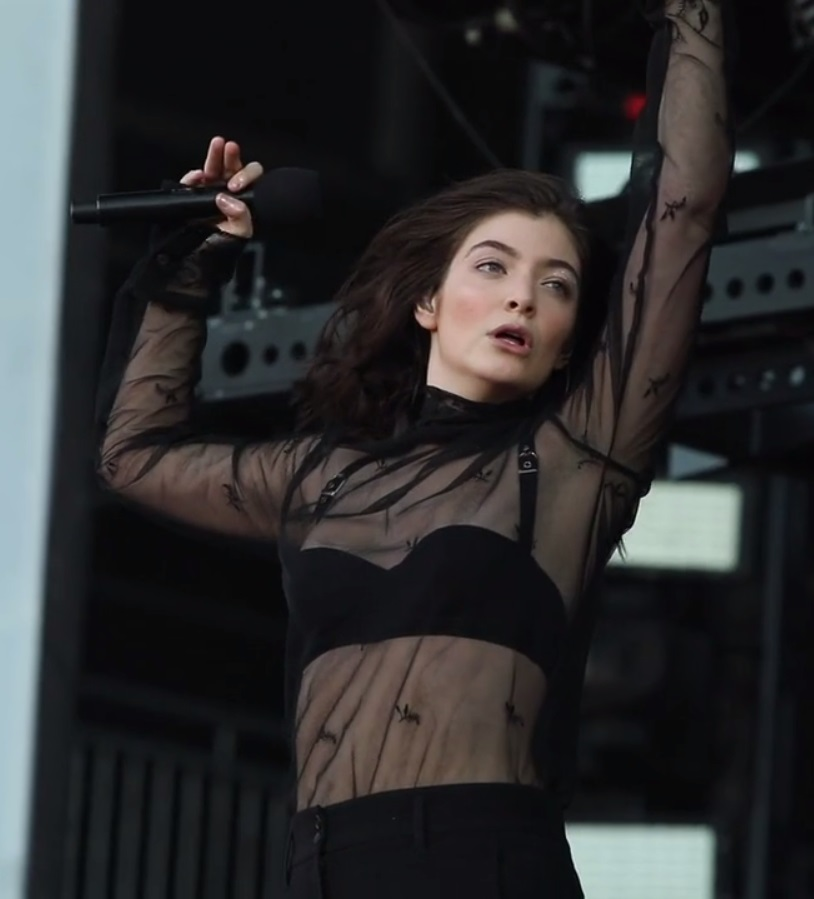
Lorde

- 1 noiembrie: Lil Peep (n. Gustav Elijah Åhr), rapper american (d. 2017)
- 2 noiembrie: Jana Fett, jucătoare croată de tenis
- 7 noiembrie: Lorde, cântăreață neozeelandeză
- 14 noiembrie: Borna Ćorić, jucător croat de tenis
- 19 noiembrie: Chonnasorn Sajakul, cântăreață thailandeză
- 29 noiembrie: Gonçalo Guedes, fotbalist portughez

## Decese
Jean Bedel Bokassa, ofițer și președinte al Republicii Centrafricane, declarat împărat (n. 1921)
Dimităr Peev, scriitor bulgar (n. 1919)